# Трофимова, Галина Николаевна
Гали́на Никола́евна Трофи́мова (род. 17 августа 1962, Москва) — советский и российский журналист, филолог, педагог, доктор филологических наук, профессор   кафедры массовых коммуникаций Филологического факультета РУДН.

## Биография
Родилась в 1962 году в Москве.
В 1987 году окончила с отличием историко-филологический факультет Университет дружбы народов имени имени Патриса Лумумбы по специальности «филология» (научный руководитель — доцент Л. А. Ромадинова).
В 1990 году в МГУ защитила диссертацию на соискание ученой степени кандидата филологических наук на тему: «Афрокубанизм Алехо Карпентьера 20—40-е годы».
В 2004 году в РУДН защитила диссертацию на соискание ученой степени доктора филологических наук на тему: «Функционирование русского языка в Интернете: концептуально-сущностные доминанты».
С 2006 года ведёт авторский литературно-музыкальный салон «Музыкальная планета» с участием Симфонического оркестра имени А. П. Бородина Центрального дома учёных Российской академии наук.
Трофимова — член Союза журналистов России и член Международной федерации журналистов, заслуженный работник культуры РФ, почетный профессор Хэнаньского университета, автор более 60 опубликованных научных работ, заместитель председателя правления Гильдии лингвистов-экспертов по документационным и информационным спорам (ГЛЭДИС). Галина Николаевна — автор музыки гимнов РУДН и филологического факультета РУДН, член наблюдательного совета РУДН, главный редактор газеты «Дружба», председатель диссертационного совета PDS 0500.003..